# Hemiphanes
Hemiphanes is een geslacht van insecten uit de orde vliesvleugeligen (Hymenoptera) en de familie Ichneumonidae.

## Soorten
- H. erratum Humala, 2007
- H. flavipes Forster, 1871
- H. gravator Forster, 1871
- H. hortense van Rossem, 1987
- H. inusitatum van Rossem, 1987
- H. montanum van Rossem, 1987
- H. performidatum van Rossem, 1988
- H. townesi van Rossem, 1981